# Локі Шмідт

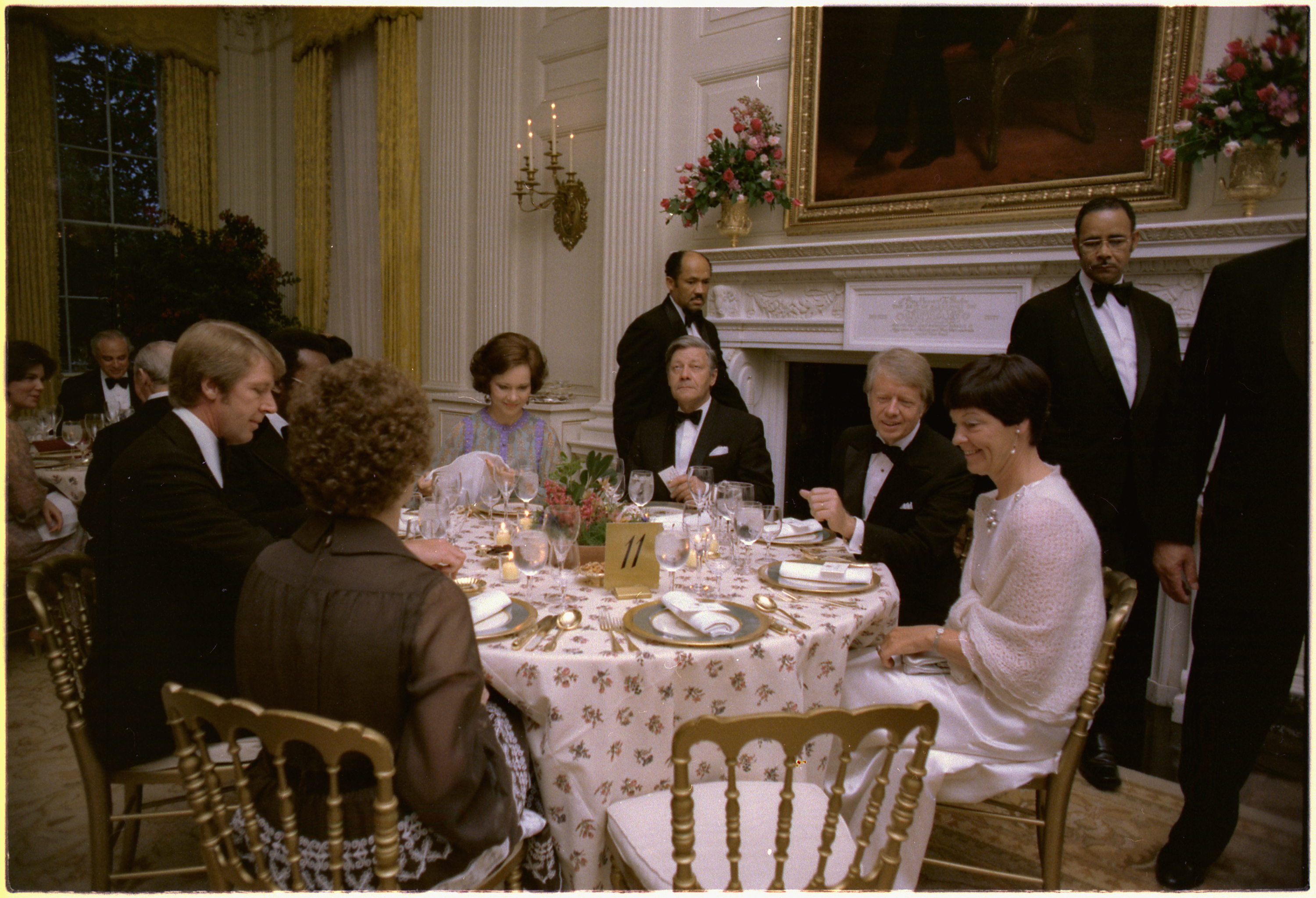
Шмідт як супутник її чоловіка (прямо від президента Джиммі Картера) у США, 1977 рік

Ганнелор «Локі» Шмідт (née Глейзер; 3 березня 1919 — 21 жовтня 2010) — німецький педагог та еколог, дружина Гельмута Шмідта, який був канцлером Німеччини з 1974 по 1982 рік.

## Життя і робота
Ганнелор Глейзер народилася в 1919 році в Гамбурзі. Навчалася чотири семестри. Після закінчення навчання з 1940 по 1972 рік безперервно працювала вчителькою (викладала у початковій школі, Volksschule і Realschule). У 1942 році вона вийшла заміж за Гельмута Шмідта. Він став політиком, який у 1974 році став канцлером Західної Німеччини.
У 1976 році Локі Шмідт заснувала Stiftung zum Schutze gefährdeter Pflanzen (укр.: Фонд захисту рослин, що перебувають під загрозою зникнення), який пізніше став Stiftung Naturschutz Hamburg und Stiftung zum Schutze gefährdeter Pflanzen (укр.: Гамбурзьке збереження для захисту для основи). рослини, що знаходяться під загрозою зникнення).
У 1980 році вона заснувала кампанію «Квітка року» — інформаційну кампанію щодо захисту зникаючих польових квітів у Німеччині. За цю роботу вона була удостоєна звання професора Гамбурзького університету. Була почесною докторкою Російської академії наук у Санкт-Петербурзі та Гамбурзького університету.
Новий ботанічний сад в Гамбурзі у 2012 році був перейменований на її честь в «ЛОкі-Шмідт Ґарден».
Похована на Ольсдорфському кладовищі.

## Спадщина
На її честь названі Пуйя Локі-шмідт, Піткарія Локі-шмідт і скорпіон Тітус локі.

## Сім'я
Локі та Гельмут Шмідт одружилися 27 червня 1942 року; у них був син (помер немовлям) і дочка.

## Пізніші роки
У 2009 році вона була удостоєна нагороди почесної громадянки (Ehrenbürgerschaft) — найвищої нагороди — Гамбурга. Вона померла в ніч з 20 на 21 жовтня 2010 року у віці 91 року у своєму будинку в Лангенхорні. Шлюб з Гельмутом Шмідтом тривав 68 років.

## Публікації
- Schützt die Natur: Impressionen aus unserer Heimat. Herder Verlag, 1979, ISBN 3-451-18225-4.
- H.-U. Reyer, W. Migongo-Buke und L. Schmidt: Field Studies and Experiments on Distribution and Foraging of Pied and Malachite Kingfishers at Lake Nakuru (Kenya). In: Journal of Animal Ecology, Band 57, 1988, S. 595–610, Zusammenfassung, ISSN 0021-8790.
- W. Barthlott, S. Porembski, M. Kluge, J. Hopke und L. Schmidt: Selenicereus wittii (Cactaceae). An epiphyte adapted to Amazonian Igapó inundation forests. In: Plant Systematics and Evolution, Band 206, 1997, S. 175–185, ISSN 0378-2697.
- Die Botanischen Gärten in Deutschland. Verlag Hoffmann und Campe, 1997, ISBN 3-455-11120-3.
- Die Blumen des Jahres. Verlag Hoffmann und Campe, 2003, ISBN 3-455-09395-7.
- P. Parolin, J. Adis, M. F. da Silva, I. L. do Amaral, L. Schmidt und M. T. F. Piedade: Floristic composition of a floodplain forest in the Anavilhanas archipelago, Brazilian Amazonia. In:  Amazoniana, Band 17 (3/4), 2003, S. 399–411, Abstract, ISSN 0065-6755.
- Loki: Hannelore Schmidt erzählt aus ihrem Leben. Verlag Hoffmann und Campe, 2003, ISBN 3-455-09408-2.
- Mein Leben für die Schule. 2005, ISBN 3-455-09486-4
- Erzähl doch mal von früher: Loki Schmidt im Gespräch mit Reinhold Beckmann. Verlag Hoffman und Campe, 2008, ISBN 3-455-50094-3.